# Argus Constanța
Argus Constanța este o companie producătoare de ulei vegetal din România. Fabrica de ulei a companiei a fost înființată în anul 1943 și a fost nationalizată în 1948.
Compania a fost privatizată în anul 1996, prin metoda MEBO.
Argus deține o fabrică de ulei în Constanța și mai multe spații de depozitare a cerealelor în județele Constanța, Călărași și Tulcea.
Principalele mărci aflate în portofoliul companiei sunt Argus, Tomis și Sora Soarelui.
Cifra de afaceri:
- 2008: 57,8 milioane Euro[3]
- 2007: 34,9 milioane euro[4]

Venit net:
- 2008: 6,2 milioane euro[3]
- 2007: 1,4 milioane euro[4]